# (656) Бигль
(656) Бигль (лат. Beagle) — астероид главного пояса, который относится к спектральному классу Ch и входит в состав семейства Фемиды. Он был открыт 22 января 1908 года немецким астрономом Августом Копффом в Гейдельбергской обсерватории и назван в честь корабля «Бигль», на котором совершил своё путешествие Чарльз Дарвин.

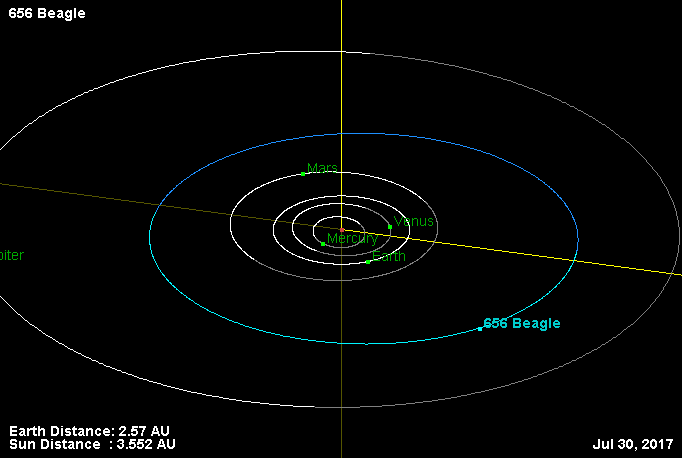
Орбита астероида Бигль и его положение в Солнечной системе

Тиссеранов параметр относительно Юпитера — 3,194.